# Crejoá
Crejoá (nome científico: Cotinga maculata) é uma espécie de ave passeriforme da família dos cotingídeos (Cotingidae).

## Descrição
O crejoá tem cerca de 20 centímetros de comprimento e os machos são de um azul brilhante com as costas manchadas de preto. A garganta e a barriga são roxas brilhantes com uma faixa azul no peito. As fêmeas são de um marrom opaco com algumas manchas brancas. As primárias são modificadas para produzir um leve zumbido durante a exibição.

## Distribuição e habitat
É endêmica do leste do Brasil, ocorrendo apenas na Mata Atlântica das Florestas Costeiras da Bahia, no sul da Bahia, até o Rio de Janeiro. Os seus habitats naturais são as florestas ombrófilas densas, ocorrendo a até 200 m de altitude. Encontra-se em grave risco de extinção devido á destruição de habitat.

## Ecologia e comportamento
O crejoá habita o dossel da Mata Atlântica de várzea e tem uma dieta de sementes, bagas, figos, frutas, lagartas e outros insetos. Compartilha seu habitat com outras aves endêmicas, como o araçari-banana (Pteroglossus bailloni) e o tangarazinho (Ilicura militaris). O crejoá não é migratória e seu ninho é uma simples taça.

## Conservação
A maior ameaça à sobrevivência da crejoá é o desmatamento. A fragmentação contínua do habitat também complicou as coisas, levando às populações a um declínio acentuado. Acredita-se que algumas áreas protegidas, como a RPPN Estação Veracel e a Reserva Serra Bonita, sirvam agora como baluartes para esta espécie. Em 2005, foi classificada como criticamente em perigo na Lista de Espécies da Fauna Ameaçadas do Espírito Santo; em 2010, como criticamente em perigo na Lista de Espécies Ameaçadas de Extinção da Fauna do Estado de Minas Gerais; em 2014, como criticamente em perigo na Portaria MMA N.º 444 de 17 de dezembro de 2014; em 2017, como vulnerável na Lista Oficial das Espécies da Fauna Ameaçadas de Extinção do Estado da Bahia; e em 2018, como criticamente em perigo no Livro Vermelho da Fauna Brasileira Ameaçada de Extinção e na Lista Vermelha do Livro Vermelho da Fauna Brasileira Ameaçada de Extinção do Instituto Chico Mendes de Conservação da Biodiversidade (ICMBio) e como provavelmente extinto na Lista das Espécies da Fauna Ameaçadas de Extinção no Estado do Rio de Janeiro. A União Internacional para a Conservação da Biodiversidade (UICN / IUCN), em sua Lista Vermelha, o classificou como criticamente em perigo devido ao severo declínio populacional decorrente da perda de habitat. O crejoá ainda consta no Apêndice I da Convenção sobre o Comércio Internacional das Espécies Silvestres Ameaçadas de Extinção (CITES) que proibe sua comercialização internacional.